# Argyreia osyrensis
Argyreia osyrensis là một loài thực vật có hoa trong họ Bìm bìm. Loài này được (Roth) Choisy mô tả khoa học đầu tiên năm 1845.